# Способы расселения растений
Способы расселения растений — различные механизмы, которые позволяют растениям данного вида расселяться на новые территории, увеличивая свой ареал, или захватывать и осваивать новые участки местности в пределах прежнего ареала вида.
Способы распространения зачатков растений разнообразны. Различают зоохорию — распространение их животными, анемохорию — с помощью ветра, гидрохорию — водой, автохорию — распространение зачатков самими растениями (например, взрывающийся плод дикого огурца Ecballium). Для каждого из этих способов развиваются специальные приспособления: летучки, крючки, зацепки, привлекательная окраска, способность проходить через пищеварительный тракт животных неповрежденными и т.д. По-видимому, наиболее активные агенты распространения зачатков растений — муравьи.
Растениям требуются специальные механизмы для расселения, так как в отличие от большинства животных большинство растений малоподвижны или неподвижны, почти все они закреплены на субстрате в течение всего периода вегетации или большей его части.
В большинстве случаев для расселения служат особые стадии развития растений — диаспоры, или пропагулы. Закономерностями распространения диаспор занимается наука диаспорология. Карпоэкология — раздел карпологии — изучает закономерности распространения плодов и семян.

## Захват новых участков при вегетативном размножении
Одним из способов расселения растений можно считать захват ими новых территорий с помощью образования горизонтальных побегов — усов, корневищ и др. — или корней, на которых впоследствии образуются новые надземные побеги. С помощью корневищ расселяются, образуя заросли, например, многие осоки и злаки, ландыш майский и др. С помощью корней расселяются такие корнеотпрысковые растения, как малина, осина и др. С помощью горизонтальных надземных укореняющихся побегов (усов) расселяются, например, лютик ползучий, лапчатка гусиная, живучка ползучая.

## Распространение на вегетирующей стадии
На вегетирующей стадии могут распространяться водные плавающие растения, например, виды рода ряска (Lemna). Мелкие растеньица рясок могут переноситься водными течениями (гидрохория), а также на теле животных (эпизоохория), в частности, на перьях и лапах водоплавающих птиц  Архивная копия от 31 марта 2010 на Wayback Machine; важную роль в расселении играют корни рясок, с помощью которых они приклеиваются к телу птиц.

## Разновидности диаспор
Диаспо́ра, или пропа́гула (от др.-греч. διασπείρω «рассеиваю, распространяю») — часть растения, естественным образом отделяющаяся от него и служащая для размножения и расселения.
Различают вегетативные диаспоры (клубень, луковица, выводковая почка) и генеративные (споры, семена, плоды, соплодия)
.
Иногда пропагулой может стать и вся надземная часть растения или целое растение; это характерно для морфологической формы растений, известных как перекати-поле.

## Способы распространения пропагул

### Мирмекохория
Мирмекохо́рия — распространение семян растений муравьями.
Семена мирмекохорных растений обладают привлекательными для муравьев эласмосомами (элайосомы, питательные придатки, ариллоиды).
Мирмекохория свойственна многим растениям из разных семейств. Из лесных растений средней полосы России к мирмекохорным относятся ожика волосистая, копытень европейский, виды родов марьянник, хохлатка, чистотел, грушанка и др.
Специализированные на таком типе распространения растения, например, фиалка душистая, распространяются исключительно муравьями.

### Синзоохория
Синзоохори́я — разновидность зоохории, при которой плоды и семена переносятся животными вместе с гнездовым материалом или размещаются ими в укромных местах в качестве кормовых запасов. Типичным примером синзоохории служит, например, перенос семян растений чайками на островах Белого моря при постройке ими гнезд. Хотя настоящие гнезда чайки строят в начале лета, когда семена ещё не созрели, у них есть особая форма поведения неизвестного назначения — постройка «ложных» гнезд в конце летнего сезона. Эти гнезда не используются для откладки и насиживания яиц. При постройке этих гнезд вместе со строительным материалом чайки заносят на острова семена самых разных растений .
К синзоохории относится расселение дуба сойками и сибирской кедровой сосны кедровками. Делая на зиму запасы желудей и кедровых орешков в виде «кладовых», эти птицы нередко прячут их среди опавших листьев, в пнях, дуплах и т.п. Впоследствии птицы забывают о местонахождении части своих «кладовых» и в подходящих местах семена могут прорасти.